# Єлизавета Скейлз, 8-ма баронеса Скейлз
Елізабет Скейлз (англ. Elizabeth Scales; пом. 2 вересня 1473) — англійська аристократка, 8-ма баронеса Скейлз у своєму праві.

## Життєпис
Дочка Томаса, 7-го барона Скейлз, та його дружини Ісманії Волесбург. Була єдиною дитиною в сім'ї, що вижила, тому стала спадкоємицею баронського титулу й великих володінь. Одружилася з Генрі Бурш'є, сином 1-го графа Ессекса, але той рано помер (1462 року). Тоді баронеса Скейлз одружилася з Ентоні Вудвілом, братом королеви Елізабет Вудвіл. Ентоні виклика́ли до парламенту як барона Скейлза.
Померла 1473 року бездітною, але її спадок все одно залишився за Вудвілами.